# Unni Lehn
Unni Lehn (* 7. Juni 1977 in Melhus) ist eine ehemalige norwegische Fußballspielerin. Sie spielte von 1996 bis 2007 in der Frauennationalmannschaft, mit der sie bei den Olympischen Spielen 2000 in Sydney Olympiasieger wurde.

## Karriere

### Vereine
Nach Jugendjahren bei Melhus IL wechselte Lehn 1994 in die Nachbarstadt Trondheim und spielte von 1994 bis 2002 für Trondheims-Ørn SK. Sie wurde mit dem Verein je sechsmal norwegischer Meister und Pokalsieger. In der Saison 2001/02 erreichte sie mit ihrer Mannschaft das Viertelfinale des neu geschaffenen UEFA Women’s Cup, scheiterte dort aber am finnischen Meister HJK Helsinki. Mit dem Spiel verabschiedete sie sich aus Trondheim und wechselte in die USA zu Carolina Courage. Mit dem neuen Verein belegte sie in der Women’s United Soccer Association 2002 nach der Punktspielrunde den ersten Platz und gewann dann auch das Play-off-Finale um den Founders Cup II. Hier spielte sie auch mit ihrer Nationalmannschaftskameradin Hege Riise und der deutschen Nationalspielerin Birgit Prinz zusammen, die zwei der drei Tore zum 3:2-Finalsieg beisteuerten. In der folgenden Saison lief es nicht so gut, es wurde nur der vorletzte Platz belegt. Danach stellte die WUSA den Betrieb ein und Lehn wechselte zurück nach Trondheim. Dort wurde sie 2004 und 2006 noch einmal Vizemeister. Danach kam der Verein nie wieder über Platz 5 hinaus. Im UEFA Women’s Cup 2004/05 scheitere sie mit Trondheim im Halbfinale am späteren Sieger 1. FFC Turbine Potsdam. Ihr letztes Ligaspiel bestritt sie am 3. November 2007. Insgesamt bestritt sie für Ørn 409 Spiele, in denen sie 111 Tore erzielte.

### Nationalmannschaft
Lehn bestritt 1992 und 1993 zwölf Spiele für die norwegische U16-Mannschaft, unter anderem am Turnier um den Nordic Cup in Dänemark (1992) und den Niederlanden (1993). Mit der U20-Mannschaft nahm sie 1994, 1995 und 1996 erneut am Turnier um den Nordic Cup in der höheren Altersklasse teil und konnte diesen 1996 gewinnen, wobei sie im Finale gegen Dänemark den 1:0-Siegtreffer erzielte.
28 Tage später debütierte Lehn am 31. August 1996 mit 19 Jahren in der norwegischen A-Nationalmannschaft beim Spiel gegen die Slowakei in der Qualifikation für die EM 1997. Es war das erste Spiel nach den Olympischen Spielen 1996, bei denen die Norwegerinnen als amtierender Weltmeister die Bronzemedaille gewonnen hatten. Sie stand bei dem Spiel in der Startelf, wurde aber nach 57 Minuten ausgewechselt. Sie wurde dann auch in den nächsten sechs Spielen eingesetzt und gewann mit Norwegen den Algarve-Cup 1997, wobei sie beim 3:0 im letzten Gruppenspiel gegen Dänemark ihr erstes Länderspieltor erzielte. Beim Dreinationenturnier im Mai 1997 kam sie dann aber nicht zum Einsatz. Bei der EM-Endrunde im Juli in ihrer Heimat gehörte sie dann aber wieder zum Kader und kam in den drei Gruppenspielen zum Einsatz. Die Norwegerinnen konnten aber nur beim 5:0 im ersten Gruppenspiel gegen Dänemark ihrer Favoritenrolle gerecht werden. Gegen Titelverteidiger Deutschland reichte es zwar noch zu einem torlose Remis, nach einem 0:2 gegen Italien schieden die Norwegerinnen aber nach der Vorrunde aus. Im März 1998 konnte sie dann wieder den Algarve-Cup gewinnen – bis heute der letzte Titel der Norwegerinnen an der Algarve. Beim Algarve-Cup 1999, bei dem die Norwegerinnen nur Dritte wurden, kam sie nicht zum Einsatz. Bei der WM 1999 gehörte sie dann wieder zu den Stammkräften und ihre Mannschaft war nach drei Siegen in der Gruppe und einem 3:1 im Viertelfinale gegen Dauer-Rivale Schweden auf einem guten Weg zur Titelverteidigung, musste dann aber im Halbfinale eine 0:5-Niederlage gegen China hinnehmen, neben einer 0:5-Niederlage im August 1985 gegen Schweden die höchste Länderspielniederlage der Norwegerinnen. Immerhin hatten sich die Norwegerinnen durch den Einzug ins Halbfinale für die Olympischen Spiele 2000 in Sydney qualifiziert und dort errang sie mit ihrer Mannschaft die Goldmedaille. Im Finale gegen die USA wurde sie in der 34. Minute beim Stand von 0:1 eingewechselt. Nachdem ihre Mannschaft eine Minute vor der Pause ausgleichen und in der 78. Minute in Führung gehen konnten, mussten sie in der zweiten Minute der Nachspielzeit noch den Ausgleich hinnehmen. In der 102. Minute gelang dann durch ein Golden Goal von Dagny Mellgren der Sieg. Es ist das einzige Olympiafinale, das durch ein Golden Goal entschieden wurde.
Bei der EM 2001 scheiterte sie dann aber mit ihrer Mannschaft im Halbfinale am alten und neuen Europameister Deutschland. Bei der WM 2003 kam dann schon das Aus im Viertelfinale gegen Titelverteidiger USA.
Am 27. Mai 2004 machte sie in der Qualifikation für die EM 2005 gegen Dänemark ihr 100. Länderspiel. Bei der EM-Endrunde erreichte sie mit ihrer Mannschaft dann das Finale, in dem sie aber nicht eingesetzt wurde und die Norwegerinnen mit 1:3 der deutschen Mannschaft unterlagen. Nachdem sie 2006 noch in elf von zwölf Spielen zum Einsatz gekommen war, waren es 2007 nur noch drei Spiele und sie war enttäuscht, dass sie trotz guter Form nicht für den Algarve-Cup 2007 berücksichtigt wurde. Ihr letztes Spiel war eine 0:1-Niederlage gegen die USA am 14. Juli 2007. Die folgende WM 2007, bei der die Norwegerinnen Vierte wurden, fand ohne sie statt.
Lehn absolvierte 134 A-Länderspiele und erzielte dabei 24 Tore.

## Erfolge
- Norwegische Meisterin 1994, 1995, 1996, 1997, 2000, 2001[9]
- Norwegische Pokalsiegerin: 1994, 1996, 1997, 1998, 1999, 2001
- Women’s United Soccer Association-Meister 2002

- Olympiasiegerin 1996
- Algarve-Cup-Siegerin 1997, 1998
- Vizeeuropameisterin 2005